# Paullicorticium pearsonii
Paullicorticium pearsonii é uma espécie de fungo pertencente à família Hydnaceae.